# Bullet (píseň)
„Bullet“ je jedenáctá píseň z desky American Tragedy, druhého studiového alba americké raprockové hudební skupiny Hollywood Undead. Píseň produkoval Griffin Boice a je ve tvorbě skupiny unikátní tím, že na ní čisté vokály nezpívá žádný z hlavních vokalistů kapely, refrén má na starost rapper Charlie Scene. Byla přijata spíše kladně vzhledem k originálnímu nadnesenému tempu, které je v přímém kontrastu s temnými tématy sebevraždy a sebepoškozování, které jsou hlavním motivem skladby.

## Tvorba
V pořadí šestý singl z desky nahráli Griffin Boice a jeho asistent Ken Dudley ve studiu Beat Suite v Hollywoodu. Bubny pro píseň byly nahrány ve studiu NRG Studios v Severním Hollywoodu. Text napsal Lewis Edwards, jednotlivé sloky v písni mají na starosti Jordon Terrell a George Ragan, přičemž Terrell dále zpívá také předrefrén a refrén. Závěrečnou část skladby, outro jehož autorem je Jorel Decker, zpívá Petra Christensen. 
Čistá verze písně má v textu cenzurovaná slova "bullet", "slit" a "pills", která jsou všechna obsažena přímo v refrénu. Píseň byla několikrát remixovaná, za tvůrce nejlepší předělávky písně skupina označila remix od Kay V, který byl zařazen jako bonusový song na remixové album American Tragedy Redux.
- Jordon Terrell – hudba, text, hlavní vokály, rap, kytara
- George Ragan – hudba, text, vokály
- Jorel Decker – hudba, text, syntezátor, klávesy
- Daniel Murillo – podpůrné vokály
- Matt Mayes – podpůrné vokály
- Daren Pfeifer – bicí
- Griffin Boice – produkce, hudba, text, nahrávání, mixing, programování, kytara, baskytara, bicí
- Petra Christensen – závěrečné vokály
- Sean Curiel – asistence (bicí)
- Ken Dudley – asistence (nahrávání)

## Text
Text písně popisuje vnitřní boj mladistvého chlapce blíže neurčeného věku, který přemýšlí o smrti. Hned na začátku písně zazní refrén, v němž jsou naznačeny předchozí neúspěšné pokusy o sebevraždu - hlavní hrdina má pořezané zápěstí, plný žaludek léků na něj pořádně nezabírá a nutí ho přemýšlet nad možností prohnat si hlavou kulku. Během těchto myšlenek je v refrénu opakováno, že hrdina sedí na blíže nespecifikovaném okraji a nechá nohy viset dolů. 
V první sloce poté hrdina pokračuje v popisu rozkladu svého života se slovy, že jeho dvěma nejlepšími přáteli jsou sklenice s prášky a sklenice s ginem. Poté je poodhaleno, že místo, na němž hlavní hrdina o životě přemítá, je střecha dvacetipatrové budovy, ze které s ho shazuje "lesk" lahve, kterou drží v roce, přičemž sám hrdina přemýšlí o přitažlivosti a měkkosti asfaltu dvacet pater pod ním. 
Protagonista písně poté vyjádří starost nad tím, zda jeho matka našla jeho sebevražedný dopis, načež se jeho hypotéza potvrdí, když v dálce uslyší policejní sirény. Uvědomuje si, že musí jednat rychle, pokud chce sebevraždu vykonat, ale má příliš velký strach, se slovy "I'm more scarred than my wrist is" tento stav úzkosti přirovnává ke své historii sebepoškozování. V druhé sloce vypráví Ragan ve třetí osobě příběh o mladém chlapci žijícím v nešťastné rodině, přičemž není přímo řečeno, zda se jedná o chlapce, jehož myšlenky odráží první sloka. Otec chlapce svého syna opustil již v mladém věku, což v matce zanechalo silný pocit viny a samotné dítě zůstalo ve vlastním životě ztraceno, což však není blíže specifikováno. Na konci své sloky pronese vypravěč frázi, že dítě vylezlo na střechu aby zjistilo, zda dokáže létat.